# Eisenbahnunfall von Houilles

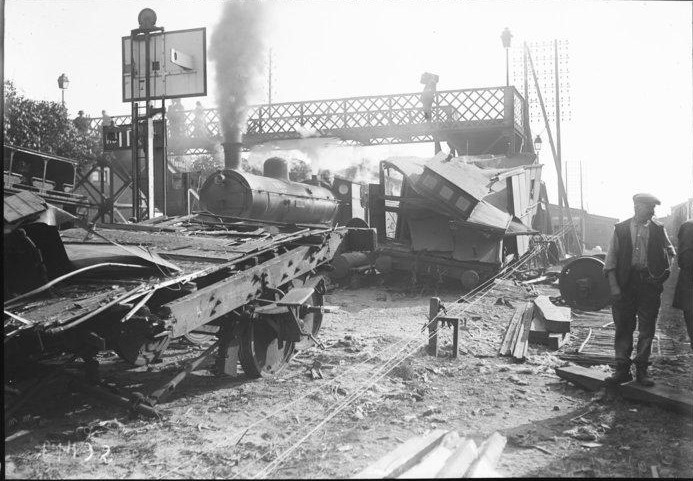
Eisenbahnunfall von Houilles

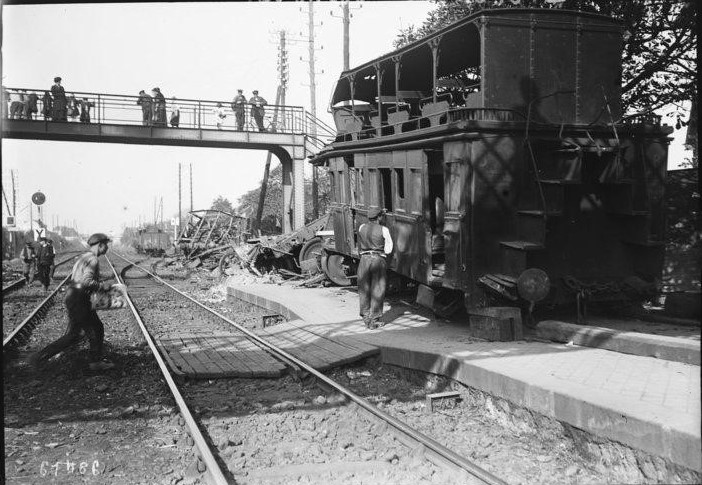
Zerstörte Eisenbahnwagen im Bahnhof Houilles

Der Eisenbahnunfall von Houilles war ein Unfall, der sich am 9. Oktober 1920 im französischen Ort Houilles nahe Paris ereignete. 47 Menschen starben, als ein Personenzug der Compagnie des Chemins de fer de l’Ouest (Ouest) in kurz zuvor entgleiste Güterwagen fuhr.

## Unfallhergang
Auf der Bahnstrecke Paris–Le Havre der Ouest war der rund 800 Tonnen schwere Güterzug D. 264 mit etwa 40 Wagen von Mantes nach Paris unterwegs. Die Wagen des Zugs waren noch nicht mit einem durchgehenden Bremssystem ausgerüstet. In einer 10-Promille-Steigung kam es gegen 19 Uhr kurz vor Erreichen des Bahnhofs Sartrouville zu einer Zugtrennung zwischen dem siebten und dem achten Wagen. Der Lokomotivführer bemerkte den Verlust der hinteren Wagen zunächst nicht. Der hintere, losgerissene Zugteil überwand mit dem verbliebenen Schwung ebenfalls die Steigung, nahm im folgenden Gefälle Fahrt auf und passierte Sartrouville, von wo aus der knapp drei Kilometer entfernte Bahnhof Houilles informiert wurde. Dort konnte der vordere Zugteil angehalten werden. Die verbliebenen sieben Güterwagen sollten auf ein Abstellgleis zurückgeschoben werden, um die Lokomotive für das Abholen der verlorenen Wagen freizumachen. Unvermittelt tauchte jedoch der restliche Zug auf und fuhr dem siebten Wagen auf einer Weiche in die Flanke. Vier seiner Wagen entgleisten, legten sich auf dem Nachbargleis auf die Seite und zerstörten auf dem Weg dorthin ein Stellwerk. Damit wurde es unmöglich, Signale zu stellen und so den Bahnverkehr zu unterbrechen.
Da die Durchfahrt des um 19:06 Uhr im Bahnhof Paris-Saint-Lazare abgefahrenen Personenzugs M.P. 215 erwartet wurde, versuchten die Eisenbahner, diesem entgegenzugehen und dessen Lokomotivführer mit roten Laternen zu warnen. Indes reichte die Zeit nicht aus, und obwohl jener eine Notbremsung auslöste, kam sein Zug nicht mehr vor dem Hindernis zum Stehen. Die Tenderlokomotive fuhr in die umgestürzten Wagen und legte sich ebenfalls auf die Seite. Danach krachten der Gepäckwagen und die sechzig Jahre alten Doppelstockwagen in die Lok und schoben sich aufeinander.

## Folgen
47 Menschen starben bei dem Unfall. Der zuständige Minister versprach, fortan auch in allen französischen Güterwagen durchgehende Bremsensysteme installieren zu lassen.